# Торченьо
Торченьо (итал. Torcegno) — коммуна в Италии, располагается в провинции Тренто области Трентино-Альто-Адидже.
Население составляет 696 человек (2008 г.), плотность населения составляет 46 чел./км². Занимает площадь 15 км². Почтовый индекс — 38051. Телефонный код — 0461.
Покровителями коммуны почитаются святые апостолы Варфоломей и Андрей Первозванный, празднование 24 августа.

## Демография
Динамика населения:

## Администрация коммуны
- Официальный сайт: